# Mateu Morey
Mateu Jaume Morey Bauzà, noto semplicemente come Mateu Morey (Petra, 2 marzo 2000), è un calciatore spagnolo, difensore del Maiorca.

## Caratteristiche tecniche
È un terzino destro di spinta, che privilegia la fase offensiva. Buon crossatore, è dotato di un'ottima tecnica di base che gli consente di essere schierato anche sulla linea dei centrocampisti.

## Carriera

### Club
Cresciuto nella cantera del Barcellona, nel 2019 è stato acquistato dal Borussia Dortmund. Ha debuttato in prima squadra il 31 maggio 2020 disputando l'incontro di Bundesliga vinto 6-1 contro il Paderborn.
Il 1º maggio 2021, durante la semifinale di Coppa di Germania contro l'Holstein Kiel, subisce la rottura del legamento crociato del ginocchio destro, trascorrendo 469 giorni lontano dal terreno di gioco (le intere stagioni 2020-2021 e 2021-2022) e tornando in campo solamente nell'estate del 2022; proprio ad agosto, durante una gara contro l'Hertha Berlino, subisce un altro infortunio grave che lo costringe ad operarsi di nuovo e a rimanere fermo almeno fino a gennaio.

### Nazionale
Nel 2017 ha vinto il campionato europeo Under-17 con la nazionale spagnola e successivamente si è classificato secondo nel Mondiale di categoria, giocando entrambe le competizioni da titolare.

## Statistiche

### Presenze e reti nei club
Statistiche aggiornate al 11 maggio 2024.
| Stagione                    | Squadra                     | Campionato                  | Campionato | Campionato | Coppe nazionali | Coppe nazionali | Coppe nazionali | Coppe continentali | Coppe continentali | Coppe continentali | Altre coppe | Altre coppe | Altre coppe | Totale | Totale |
| Stagione                    | Squadra                     | Comp                        | Pres       | Reti       | Comp            | Pres            | Reti            | Comp               | Pres               | Reti               | Comp        | Pres        | Reti        | Pres   | Reti   |
| --------------------------- | --------------------------- | --------------------------- | ---------- | ---------- | --------------- | --------------- | --------------- | ------------------ | ------------------ | ------------------ | ----------- | ----------- | ----------- | ------ | ------ |
| 2018-2019                   | Barcellona B                | SDB                         | 0          | 0          | -               | -               | -               | -                  | -                  | -                  | -           | -           | -           | 0      | 0      |
| 2019-2020                   | Borussia Dortmund II        | RL                          | 10         | 0          | -               | -               | -               | -                  | -                  | -                  | -           | -           | -           | 10     | 0      |
| 2022-2023                   | Borussia Dortmund II        | 3L                          | 1          | 0          | -               | -               | -               | -                  | -                  | -                  | -           | -           | -           | 1      | 0      |
| 2023-2024                   | Borussia Dortmund II        | 3L                          | 6          | 0          | -               | -               | -               | -                  | -                  | -                  | -           | -           | -           | 6      | 0      |
| Totale Borussia Dortmund II | Totale Borussia Dortmund II | Totale Borussia Dortmund II | 17         | 0          |                 | -               | -               |                    | -                  | -                  |             | -           | -           | 17     | 0      |
| 2019-2020                   | Borussia Dortmund           | BL                          | 5          | 0          | CG              | 0               | 0               | UCL                | 0                  | 0                  | -           | -           | -           | 5      | 0      |
| 2020-2021                   | Borussia Dortmund           | BL                          | 13         | 0          | CG              | 4               | 0               | UCL                | 7                  | 0                  | -           | -           | -           | 24     | 0      |
| 2021-2022                   | Borussia Dortmund           | BL                          | -          | -          | CG              | -               | -               | UCL+UEL            | -                  | -                  | SG          | -           | -           | -      | -      |
| 2022-2023                   | Borussia Dortmund           | BL                          | -          | -          | CG              | -               | -               | UCL                | -                  | -                  | -           | -           | -           | -      | -      |
| 2023-2024                   | Borussia Dortmund           | BL                          | 3          | 0          | CG              | -               | -               | UCL                | -                  | -                  | -           | -           | -           | 3      | 0      |
| Totale Borussia Dortmund    | Totale Borussia Dortmund    | Totale Borussia Dortmund    | 21         | 0          |                 | 4               | 0               |                    | 7                  | 0                  |             | 0           | 0           | 32     | 0      |
| Totale carriera             | Totale carriera             | Totale carriera             | 38         | 0          |                 | 4               | 0               |                    | 7                  | 0                  |             | 0           | 0           | 49     | 0      |

## Palmarès

### Club

#### Competizioni nazionali
- Coppa di Germania: 1

Borussia Dortmund: 2020-2021

### Nazionale
- Europeo Under-17: 1

Croazia 2017
- Giochi del Mediterraneo: 1

 Tarragona 2018